# العلاقات البلجيكية الليختنشتانية
العلاقات البلجيكية الليختنشتانية هي العلاقات الثنائية التي تجمع بين بلجيكا وليختنشتاين.

## مقارنة بين البلدين
هذه مقارنة عامة ومرجعية للدولتين:
| وجه المقارنة                                              | بلجيكا                                                                              | ليختنشتاين                                 |
| --------------------------------------------------------- | ----------------------------------------------------------------------------------- | ------------------------------------------ |
| المساحة (كم2)                                             | 30.53 ألف                                                                           | 16                                         |
| عدد السكان (نسمة)                                         | 11.37 مليون                                                                         | 37.47 ألف                                  |
| الكثافة السكانية (ن./كم²)                                 | 372.42                                                                              | 234.19 ألف                                 |
| العاصمة                                                   | بروكسل                                                                              | فادوتس                                     |
| اللغة الرسمية                                             | اللغة الهولندية، لغة فرنسية، اللغة الألمانية                                        | اللغة الألمانية                            |
| العملة                                                    | يورو، فرنك بلجيكي                                                                   | فرنك سويسري                                |
| الناتج المحلي الإجمالي (بليون دولار)                      | 492.68 مليار                                                                        | 6.29 مليار                                 |
| الناتج المحلي الإجمالي (تعادل القوة الشرائية) بليون دولار | 514.74 مليار                                                                        |                                            |
| الناتج المحلي الإجمالي الاسمي للفرد دولار أمريكي          | 40.32 ألف                                                                           |                                            |
| الناتج المحلي الإجمالي للفرد دولار أمريكي                 | 43.44 ألف                                                                           |                                            |
| مؤشر التنمية البشرية                                      | 0.890                                                                               | 0.908                                      |
| رمز المكالمات الدولي                                      | +32                                                                                 | +423                                       |
| رمز الإنترنت                                              | .be                                                                                 | .li                                        |
| المنطقة الزمنية                                           | توقيت وسط أوروبا، ت ع م+01:00، ت ع م+02:00، توقيت وسط أوروبا الصيفي، أوروبا/بروكسل ‏ | توقيت وسط أوروبا، ت ع م+01:00، ت ع م+02:00 |

## منظمات دولية مشتركة
يشترك البلدان في عضوية مجموعة من المنظمات الدولية، منها:
| علم المنظمة | اسم المنظمة                    | تاريخ انضمام بلجيكا | تاريخ انضمام ليختنشتاين |
| ----------- | ------------------------------ | ------------------- | ----------------------- |
|             | الاتحاد البريدي العالمي        | ?                   | ?                       |
|             | منظمة حظر الأسلحة الكيميائية   | ?                   | ?                       |
|             | منظمة التجارة العالمية         | ?                   | ?                       |
|             | الأمم المتحدة                  | 27 ديسمبر 1945      | 18 سبتمبر 1990          |
|             | منظمة الشرطة الجنائية الدولية  | ?                   | ?                       |
|             | الاتحاد الدولي للاتصالات       | 1866                | 25 يوليو 1963           |
|             | مجلس أوروبا                    | ?                   | ?                       |
|             | منظمة الأمن والتعاون في أوروبا | 25 يونيو 1973       | 25 يونيو 1973           |

## وصلات خارجية
- موقع وزارة الخارجية البلجيكية